# Pazifische Eibe
Die Pazifische Eibe (Taxus brevifolia) ist eine Pflanzenart aus der Gattung der Eiben (Taxus) innerhalb der Familie der Eibengewächse (Taxaceae).

## Beschreibung

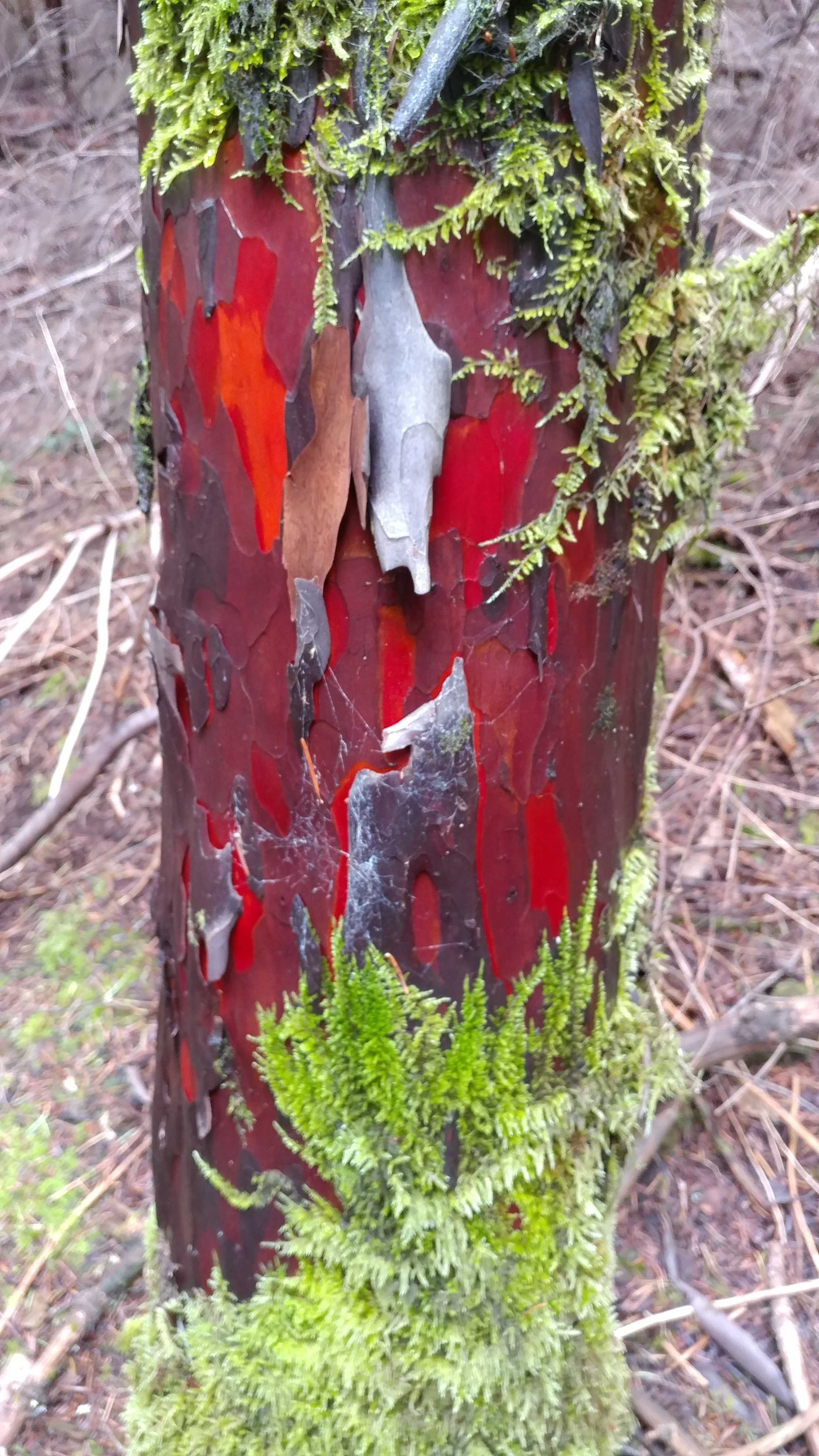
Stamm mit Borke

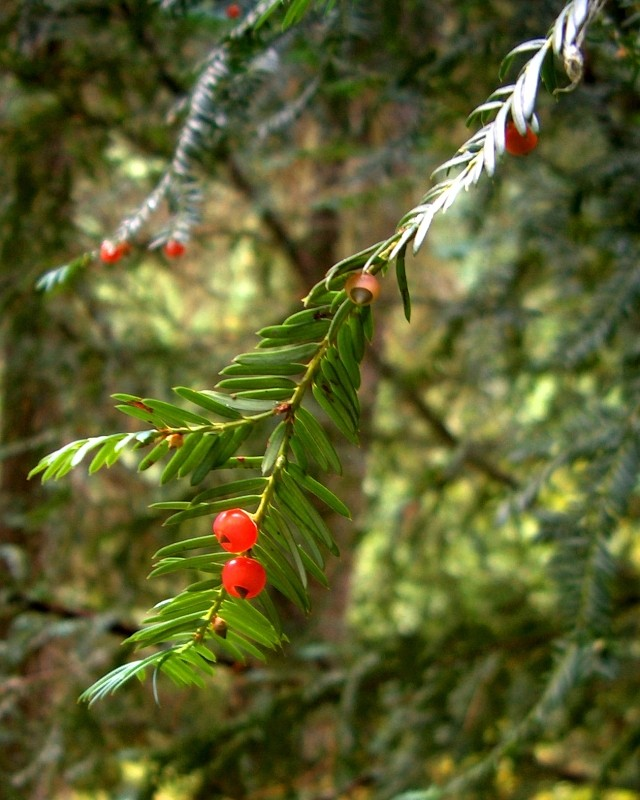
Zweig mit Nadeln und Arillus

### Vegetative Merkmale
Die Pazifische Eibe ist ein immergrüner Strauch oder breitkroniger, oft krummstämmiger Baum, der Wuchshöhen von bis zu 15 (selten auch 25) Metern und Stammdurchmesser von 0,5 bis zu 1,4 Metern erreicht.
Die schuppige Borke ist purpurfarben bis rötlich. Die Rinde der Zweige ist anfangs grün, später rot-braun.
Die scheinbar zweireihig an den Zweigen angeordneten Nadelblätter sind 8 bis 35 Millimeter lang und 1 bis 3 Millimeter breit. Sie besitzen einen bei einer Länge von 5 bis 8 Millimetern kurzen Stiel.

### Generative Merkmale
Die Pazifische Eibe ist zweihäusig getrenntgeschlechtig (diözisch). Die einzeln oder in Gruppen an einjährigen Zweigen stehenden männlichen Zapfen sind bei einem Durchmesser von 1,5 Millimetern zuerst kugelig und grün. Die weiblichen Zapfen sind bei einem Durchmesser von 5 bis 6,5 Millimetern eiförmig und zwei- bis vierkantig.
Die im Spätsommer bis Herbst reifenden Samen sind von einem roten Arillus umhüllt, der einen Durchmesser von etwa 10 Millimetern aufweist.

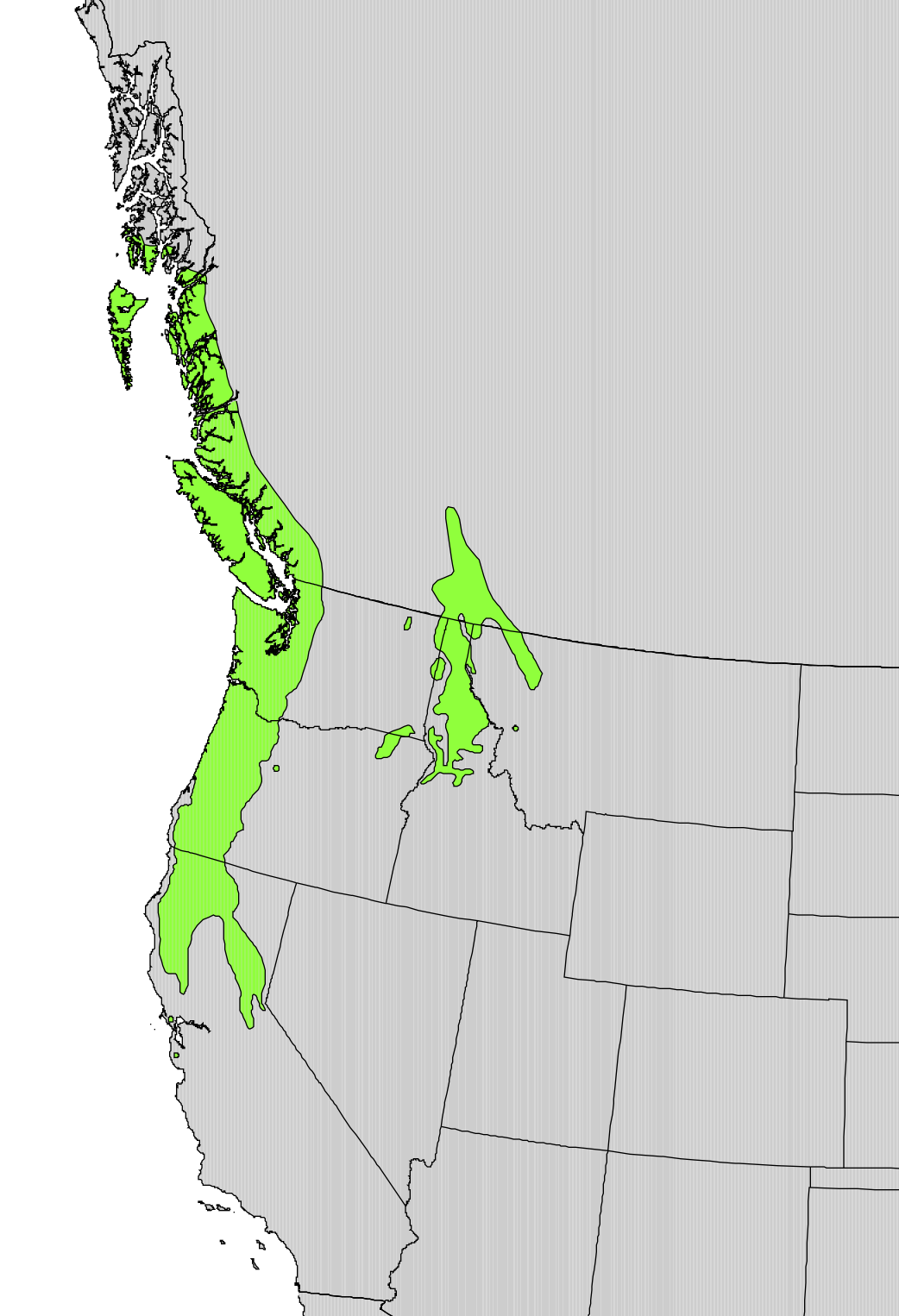
Verbreitungskarte

## Vorkommen und Schutz
Die Pazifische Eibe ist im westlichen Nordamerika verbreitet. Sie kommt entlang der Küste vom südöstlichen Alaska über die kanadischen Provinzen British Columbia sowie Alberta bis zum zentralen Kalifornien (nördlich des Sonora Pass) vor. Sie kommt in den westlichen US-Bundesstaaten Montana, Oregon sowie Washington vor. Ostwärts dringt sie bis Idaho vor. Sie gedeiht in Höhenlagen von 0 bis 2.100 Metern. Taxus brevifolia gedeiht am besten an feuchten und schattigen Standorten.
Taxus brevifolia wurde 2012 bei der IUCN als „Near Threatened“ = „potenziell gefährdet“ bewertet. Die Bestände nehmen ab. Noch dazu gehört sie zu den am langsamsten wachsenden Bäumen der Welt.

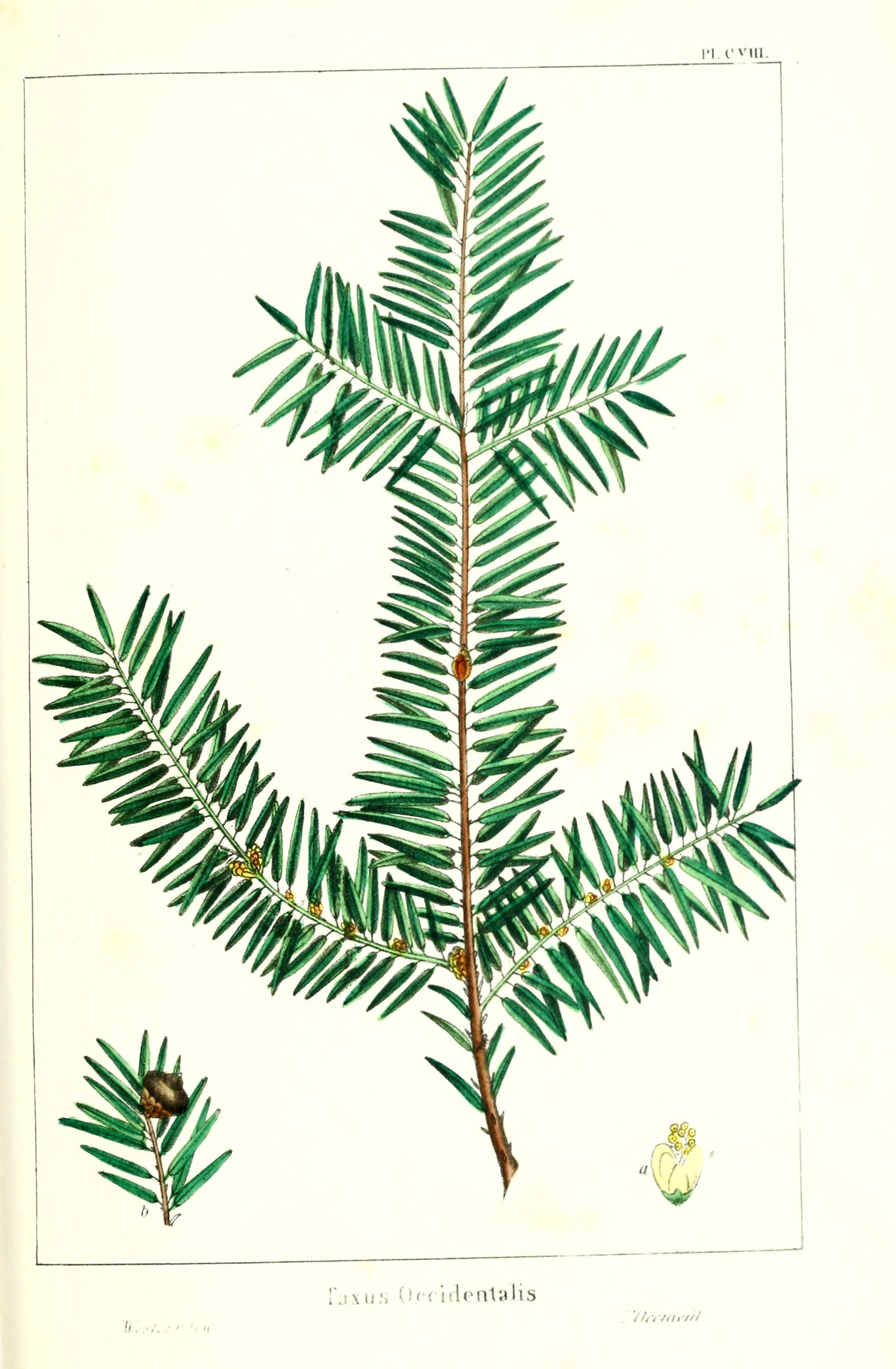
Illustration aus The North American sylva, 1849, Tafel CVIII

## Inhaltsstoffe
Seit 1980 ist die Pazifische Eibe aufgrund ihres Inhaltsstoffes Paclitaxel bekannt, eines wichtigen Medikaments in der Behandlung von verschiedenen Krebserkrankungen wie Brustkrebs und Eierstockkrebs. Eine Wirkstoffisolierung aus ihrer Rinde (wobei der Baum getötet wird) ist aber kaum in größerem Umfang möglich. So bedürfte es sechs 100 Jahre alter Bäume, um genug Paclitaxel für die Behandlung einer einzigen Krebspatientin zu gewinnen. Inzwischen kann Paclitaxel halbsynthetisch aus kultivierten Exemplaren der viel häufigeren Europäischen Eibe gewonnen werden.

## Taxonomie
Die Erstbeschreibung von Taxus brevifolia erfolgte 1849 durch Thomas Nuttall in The North American sylva, Band 3, Seite 86, Tafel 108. Synonyme für Taxus brevifolia Nutt. sind: Taxus bourcieri Carrière, Taxus lindleyana A.Murray, Taxus baccata subsp. brevifolia (Nutt.) Pilg., Taxus baccata var. canadensis Benth., Taxus baccata var. brevifolia (Nutt.) Koehne.